# Joseph Kenworthy (10e baron Strabolgi)
 (août 2023).
Si vous disposez d'ouvrages ou d'articles de référence ou si vous connaissez des sites web de qualité traitant du thème abordé ici, merci de compléter l'article en donnant les références utiles à sa vérifiabilité et en les liant à la section « Notes et références ».
Joseph Montague Kenworthy, 10e baron Strabolgi, né le 7 mars 1886 et mort le 8 octobre 1953, est un député libéral et plus tard un homme politique du parti travailliste au Royaume-Uni.

## Jeunesse et service naval
Strabolgi est né à Leamington dans le Warwickshire et fait ses études à la Royal Naval Academy d'Eastman à Northward Park à Winchester et en tant que cadet sur le HMS Britannia. Il rejoint la Royal Navy en 1902 et sert pendant dix-sept ans. Pendant la Première Guerre mondiale, il est pendant une période courte mais critique dans la division des plans de l'état-major de guerre de l'Amirauté. Il part pour la Méditerranée qui lui permet de voir de près les derniers développements de la guerre sur le commerce maritime. Il revient à la Grande Flotte à temps pour être présent à la reddition finale de la puissance maritime allemande. Il démissionne de la marine en 1920 pour entrer au Parlement.

## Carrière politique
Kenworthy se présente aux élections générales de 1918 à Rotherham comme libéral, mais termine à la troisième place. Cependant, il a bientôt une autre chance lorsqu'il est sélectionné pour se présenter à Central Hull lors d'une élection partielle en 1919. Le sentiment anti-coalition du gouvernement est élevé et il est élu député libéral. Kenworthy est l'un des partisans les plus énergiques de Herbert Henry Asquith au Parlement et reste hostile à David Lloyd George. Au cours du parlement de 1924-1929, dominé par une majorité conservatrice, il travaille en étroite collaboration avec un groupe de députés libéraux radicaux : William Wedgwood Benn, Percy Harris (en), Frank Briant et Horace Crawfurd pour s'opposer au gouvernement. Lorsque Lloyd George devient chef du Parti libéral en 1926, bien que le parti prenne une teinte plus radicale, Kenworthy démissionne du parti et rejoint le parti travailliste. Il démissionne de son siège à la Chambre des communes, se représente et remporte une élection partielle à Central Hull, se présentant pour le parti travailliste. Il conserve le siège jusqu'en 1931. En 1934, il succède à son père en tant que Lord Strabolgi et est le whip en chef de l'opposition à la Chambre des lords de 1938 à 1942.
Il est déçu de ne pas avoir été nommé dans le Gouvernement Attlee (1945-1951).
Lorsqu'il meurt en 1953 à l'âge de 67 ans, il est remplacé par David Kenworthy (11e baron Strabolgi), un autre homme politique de gauche et membre du Parti travailliste.

## Écrivain
Lord Strabolgi est un partisan actif du mouvement pour l'indépendance de l'Inde et pendant la Seconde Guerre mondiale, il écrit de nombreux articles sur la guerre, en particulier la guerre en mer. Ceux-ci incluent les armes secrètes dans le monde moderne (27 avril 1940) et qu'est-ce qui ne va pas avec l'armée britannique? dans le magazine Colliers (22 août 1942).
«Le fait que Kenworthy ne soit resté [à l'état-major de la marine] que cinq mois est probablement le résultat de facteurs allant au-delà de la nécessité d'employer du personnel invalide. Une lecture de son dossier de service et de ses mémoires suggère qu'il est un homme avec qui il n'est ni facile de travailler ni nécessairement très compétent. Ses mémoires sont particulièrement peu fiables .

### Livres de Lord Strabolgi
- Peace or war? (préface de H.G. Wells, Boni & Liveright, New York, 1927)
- India, A Warning (E. Mathews & Marrot, London, 1931)
- The Campaign in the Low Countries: the first full-length account of the epic struggle in Holland and Belgium (London 1940)
- The Battle of the River Plate (Hutchinson & Co., London, 1940)
- Freedom of the Seas (jointly with Sir George Young)
- Our Daily Pay: the Economics of Plenty
- Sailors, Statesmen and Others: an Autobiography
- The Real Navy
- Narvik and After
- From Gibraltar to Suez: a study of the Italian Campaign
- Singapore and After
- Sea Power in the Second World War